# Videografia di Mylène Farmer
Lista delle videocassette VHS, CD interactive (CDi), Laserdisc e dei DVD e Blu-ray musicali di Mylène Farmer.

## Les clips (1987)
- Realizzatore: Laurent Boutonnat.
- Formati VHS. Contenuto incluso nel DVD Music videos (2000).
- Contiene la versione originale di "Tristana": la versione del DVD è più corta di 30 secondi dopo l'inizio.

| Numero | Traccia      | Album di origine | Anno | Durata |
| ------ | ------------ | ---------------- | ---- | ------ |
| 1      | Maman a Tort | Cendres de lune  | 1984 | 3′50″  |
| 2      | Plus Grandir | Cendres de lune  | 1985 | 7′32″  |
| 3      | Libertine    | Cendres de lune  | 1986 | 10′53″ |
| 4      | Tristana     | Cendres de lune  | 1987 | 11′33″ |

## Les clips vol. 2 (1988)
- Realizzatore: Laurent Boutonnat.
- Formati: VHS. Contenuto ripreso nel DVD Music Videos (2000).

| Numero | Traccia                       | Album di origine | Anno | Durata  |
| ------ | ----------------------------- | ---------------- | ---- | ------- |
| 1      | Sans contrefaçon              | Ainsi soit je... | 1987 | 8'43''  |
| 2      | Ainsi soit-je...              | Ainsi soit je... | 1988 | 5'23''  |
| 3      | Pourvu qu'elles soient douces | Ainsi soit je... | 1989 | 17'52'' |

## Ainsi soit je… (1988)
- Realizzatore Laurent Boutonnat.

- Formato: Laserdisc.

## En concert (live, 1990)
- Formati:
  - VHS e Laserdisc usciti nel novembre 1990
  - CD interactive (CDi) uscito nel luglio 1992

### Il film
L'uscita del video musicale En Concert fa seguito al Tour 89. Nello stesso tempo esce il doppio CD live omonimo En concert
Il video di questo spettacolo riceve il premio di "Meilleure Vidéo Musicale Européenne" nel 1990.
| Numero | Traccia                            | Album di origine | Durata     |
| ------ | ---------------------------------- | ---------------- | ---------- |
| 1      | Prologue                           | -                |            |
| 2      | L'horloge                          | Ainsi soit je... |            |
| 3      | Sans logique                       | Ainsi soit je... |            |
| 4      | Maman a tort                       | Cendres de lune  |            |
| 5      | Déshabillez-moi                    | Ainsi soit je... |            |
| 6      | Puisque                            | -                |            |
| 7      | Pourvu qu'elles soient douces      | Ainsi soit je... |            |
| 8      | À quoi je sers                     | -                |            |
| 9      | Sans contrefaçon                   | Ainsi soit je... |            |
| 10     | Jardin de Vienne                   | Ainsi soit je... |            |
| 11     | Tristana                           | Cendres de lune  |            |
| 12     | Ainsi soit je…                     | Ainsi soit je…   |            |
| 13     | Libertine                          | Cendres de lune  |            |
| 14     | Je voudrais tant que tu comprennes | -                |            |
| 15     | Mouvements de lune                 | -                |            |
|        |                                    |                  | 90 minutes |

### Informazioni
- Créditi
  - Film di: Laurent Boutonnat
  - Realizzazione del tournage: François Hanss
  - Montaggio: Agnès Mouchel
  - Prodotto da: Toutankhamon (società di produzione) / Polydor
  - Distribuito da: Polygram Video
  - Foto: Marianne Rosenstiehl (Sygma)

- Supporti usciti in Francia:
  - VHS: (4 pressages différents avec de légères différences physique) 082 814-3
  - Laserdisc: 082 814-1
  - CD interactive (CDi): (2 edizioni differenti) 812 250-3

## Les clips vol. 3 (1990)
- Realizzatore: Laurent Boutonnat.
- Formati: VHS. Contenuto ripreso nel DVD Music Videos (2000).

| Numero | Traccia             | Album di origine | Anno | Durata |
| ------ | ------------------- | ---------------- | ---- | ------ |
| 1      | Sans logique        | Ainsi soit je... | 1989 | 5'37'' |
| 2      | A quoi je sers      |                  | 1989 | 4'58'' |
| 3      | Allan (live)        | Ainsi soit je... | 1990 | 5'42'' |
| 4      | Plus grandir (live) | Cendres de lune  | 1990 | 4'50'' |

## The Videos(1990)
- Formati VHS e Laserdisc.
- Uscito esclusivamente in Inghilterra, nel 1990.

Contenuto incluso in Les clips vol. 2 (1988), e in parte, in Les clips vol. 3 (1990).
Contenuto incluso incluso Music videos (1997).
| Numero | Traccia             | Album di origine | Anno | Durata    |
| ------ | ------------------- | ---------------- | ---- | --------- |
| 1      | Sans contrefaçon    | Ainsi soit je…   | 1987 | 8′30″     |
| 2      | Douces              | Ainsi soit je…   | 1988 | 17′30″    |
| 3      | Ainsi soit je...    | Ainsi soit je…   | 1988 | 5′10″     |
| 4      | Sans logique        | Ainsi soit je…   | 1989 | 6′00″     |
| 5      | Allan (Live)        | En concert       | 1990 | 5′42″     |
| 6      | Plus grandir (Live) | En concert       | 1990 | 4′50″     |
|        |                     |                  |      | 48 minuti |

- Crediti
  - Réalizzazione: Laurent Boutonnat
  - Prodotto da: Toutankhamon (società di produzione)
  - Editioni: Polygram / Bertrand Le Page
  - Foto: Marianne Rosenstiehl (Sygma)

## L'Autre (1992)
- Realizzatore: Laurent Boutonnat.
- Formati: VHS. Contenuto ripreso nel DVD Music Videos (2000).

| Numero | Traccia              | Album di origine | Anno | Durata  |
| ------ | -------------------- | ---------------- | ---- | ------- |
| 1      | Désenchantée         | L'Autre...       | 1991 | 10'12'' |
| 2      | Regrets              | L'Autre...       | 1991 | 6'17''  |
| 3      | Je t'aime mélancolie | L'Autre...       | 1991 | 5'13''  |
| 4      | Beyond my control    | L'Autre...       | 1992 | 5'00''  |

## Live à Bercy (live, 1997)
- Réalizzatori: Laurent Boutonnat e François Hanss.
- Formati:
  - VHS e Laserdisc usciti il 21 maggio 1997
  - DVD con un libretto di 16 pagine, uscito il 27 giugno 2000
- Vendite ottenute: 350000 esemplari

### Il film
L'uscita del video musicale Live a Bercy fa seguito al Tour 1996, registrato durante gli spettacoli di Bercy a Parigi. Contemporaneamente esce il doppio CD live omonimo Live à Bercy.
| Numero | Traccia                      | Album di origine                           | Anno | Durata |
| ------ | ---------------------------- | ------------------------------------------ | ---- | ------ |
| 1      | Ouverture                    |                                            | 1997 | 4′45″  |
| 2      | Vertige                      | Anamorphosée                               | 1995 | 6′20″  |
| 3      | California                   | Anamorphosée                               | 1995 | 7′30″  |
| 4      | Que mon cœur lâche           | Dance Remixes                              | 1992 | 4′35″  |
| 5      | Et tournoie                  | Anamorphosée                               | 1995 | 4′30″  |
| 6      | Je t'aime mélancolie         | L'Autre…                                   | 1991 | 5′20″  |
| 7      | L'Autre                      | L'Autre…                                   | 1991 | 5′50″  |
| 8      | Libertine                    | Cendres de lune                            | 1986 | 5′40″  |
| 9      | L'Instant X                  | Anamorphosée                               | 1995 | 9′36″  |
| 10     | Alice                        | Anamorphosée                               | 1995 | 5′25″  |
| 11     | Comme j'ai mal               | Anamorphosée                               | 1995 | 4′35″  |
| 12     | Sans contrefaçon             | Ainsi soit je…                             | 1987 | 4′20″  |
| 13     | Mylène s'en fout             | Anamorphosée                               | 1995 | 4′45″  |
| 14     | Désenchantée                 | L'Autre…                                   | 1991 | 8′15″  |
| 15     | Rêver                        | Anamorphosée                               | 1995 | 8′00″  |
| 16     | Laisse le vent emporter tout | Anamorphosée                               | 1995 | 6′25″  |
| 17     | Tomber 7 fois                | Anamorphosée                               | 1995 | 6′00″  |
| 18     | Ainsi soit je…               | Ainsi soit je…                             | 1988 | 5′00″  |
| 19     | La Poupée qui fait non       | Love me please love me di Michel Polnareff | 1966 | 4′30″  |
| 20     | XXL                          | Anamorphosée                               | 1995 | 7′00″  |
|        |                              |                                            |      | 2h     |

### Informazioni
- Crediti
  - Prodotto da: Toutankhamon (società di produzione)
  - Distribuito da: Polygram Video
  - Foto: Claude Gassian
  - Design: Henry Neu / Com' N.B

## Music videos (1997)
- Realizzatore: Laurent Boutonnat.
- Formati: VHS, esiste anche una versione Laserdisc uscita nel 1988, e un'altra DVD nel 2000.

| Numero | Traccia                       | Album di origine | Anno | Durata |
| ------ | ----------------------------- | ---------------- | ---- | ------ |
| 1      | Plus grandir                  | Cendres de lune  | 1985 | 7′32″  |
| 2      | Libertine                     | Cendres de lune  | 1986 | 10′53″ |
| 3      | Pourvu qu'elles soient douces | Ainsi soit je…   | 1989 | 17′52″ |
| 4      | Tristana                      | Cendres de lune  | 1987 | 11′33″ |
| 5      | Sans contrefaçon              | Ainsi soit je…   | 1987 | 8′43″  |
| 6      | Ainsi soit je…                | Ainsi soit je…   | 1988 | 5′23″  |
| 7      | Sans logique                  | Ainsi soit je…   | 1989 | 5′37″  |
| 8      | À quoi je sers…               |                  | 1989 | 4′58″  |
| 9      | Désenchantée                  | L'Autre…         | 1991 | 10′12″ |
| 10     | Regrets                       | L'Autre…         | 1991 | 6′17″  |
| 11     | Je t'aime mélancolie          | L'Autre…         | 1991 | 5′13″  |
| 12     | Beyond my control             | L'Autre…         | 1992 | 5′00″  |
| 13     | Maman a tort                  | Cendres de lune  | 1984 | 3′50″  |
| 14     | Allan (live)                  | Ainsi soit je…   | 1990 | 5′42″  |
| 15     | Plus grandir (live)           | Cendres de lune  | 1990 | 4′50″  |

## Music videos II (1997)
- Realizzatori: vedi tabella.
- Formati:VHS. Contenuto ripreso nel DVD Music vidéos II & III (2000).

| Numero | Traccia                                            | Album di origine |                | Anno | Durata    |
| ------ | -------------------------------------------------- | ---------------- | -------------- | ---- | --------- |
| 1      | Que mon cœur lâche                                 | Dance Remixes    | Luc Besson     | 1992 | 6′44″     |
| 2      | XXL                                                | Anamorphosée     | Marcus Niespel | 1995 | 4′34″     |
| 3      | L'instant X                                        | Anamorphosée     | Marcus Niespel | 1995 | 4′22″     |
| 4      | California                                         | Anamorphosée     | Abel Ferrara   | 1996 | 5′18″     |
| 5      | Comme j'ai mal                                     | Anamorphosée     | Marcus Niespel | 1996 | 4′00″     |
| 6      | making of: "Dans les coulisses du clip" California |                  | François Hanss | 1996 | 26′51″    |
|        |                                                    |                  |                |      | 50 minuti |

- Crediti
  - Prodotto da: Toutankhamon (società di produzione)
  - Edizione: Requiem Publishing
  - Distributore: Polygram Video
  - Foto: Marianne Rosenstiehl, Claude Gassian e Jeff Dahlgren
  - Design: Com' N.B

## Je te rends ton amour (1999)
- Formato: VHS + fascicolo.
- Uscita: Estate 1999
- L'integralità dei benefici ricavati dalla vendita di questa VHS sono stati riservati alla lotta contro l'AIDS.

Contenuto incluso nel DVD Music videos II & III (2001).
| Titolo                | Album di origine | Realizzatore   | Anno | Durata |
| --------------------- | ---------------- | -------------- | ---- | ------ |
| Je te rends ton amour | Innamoramento    | François Hanss | 1999 | 5′08″  |
|                       |                  |                |      | 5′08″  |

### Crediti
- - Prodotto da: Stuffed Monkey
  - Edizioni: Requiem Publishing
  - Foto: Marino Parisotto Vay
  - Design: Henry Neu / Com' N.B

## Mylenium Tour (live, 2000)
- Réalizzatore: François Hanss.
- Formati: VHS e DVD usciti il 5 dicembre 2000.
- Vendite ottenute: 450000 esemplari

### Il film
L'uscita del video musicale Mylenium Tour fa seguito al tour Mylenium Tour, registrato durante i spettacoli di Bercy a Parigi. Nello stesso tempo esce il doppio CD live omonimo Mylènium Tour.
| Numero | Traccia                                                                            | Album di origine                | Anno | Durata |
| ------ | ---------------------------------------------------------------------------------- | ------------------------------- | ---- | ------ |
| 1      | Mylenium                                                                           | Innamoramento                   | 1999 | 6′40″  |
| 2      | L'Amour naissant…                                                                  | Innamoramento                   | 1999 | 5′26″  |
| 3      | L'Âme-Stram-Gram                                                                   | Innamoramento                   | 1999 | 5′43″  |
| 4      | Beyond my control                                                                  | L'Autre…                        | 1991 | 5′21″  |
| 5      | Rêver                                                                              | Anamorphosée                    | 1995 | 5′55″  |
| 6      | Il n'y a pas d'ailleurs                                                            | L'Autre…                        | 1991 | 5′17″  |
| 7      | Mylène is calling…                                                                 |                                 | 1991 | 2′20″  |
| 8      | Optimistique-moi                                                                   | Innamoramento                   | 1999 | 5′43″  |
| 9      | Medley (Pourvu qu'elles soient douces, Maman a tort, Libertine & Sans Contrefaçon) | Cendres de lune, Ainsi soit je… | 2000 | 6′45″  |
| 10     | Regrets                                                                            | L'Autre…                        | 1991 | 5′07″  |
| 11     | Désenchantée                                                                       | L'Autre…                        | 1991 | 7′54″  |
| 12     | Méfie-toi                                                                          | Innamoramento                   | 1999 | 5′51″  |
| 13     | Dessine-moi un mouton                                                              | Innamoramento                   | 1999 | 6′40″  |
| 14     | California                                                                         | Anamorphosée                    | 1995 | 5′15″  |
| 15     | Pas le temps de vivre                                                              | Innamoramento                   | 1999 | 8′26″  |
| 16     | Je te rends ton amour                                                              | Innamoramento                   | 1999 | 5′16″  |
| 17     | Souviens-toi du jour…                                                              | Innamoramento                   | 1999 | 7′48″  |
| 18     | Dernier sourire                                                                    |                                 | 1989 | 5′23″  |
| 19     | Innamoramento                                                                      | Innamoramento                   | 1999 | 6′49″  |
| 20     | Générique de fin (Mylenium)                                                        | Innamoramento                   | 1999 | 4′28″  |
|        |                                                                                    |                                 |      | 2h     |

### I bonus
Il DVD contiene inmoltre più bonus ("les coulisses", "multi-angles", "illustrations").
- Coulisses:
  - "Made in USA (dans les coulisses)": preparazione dello spettacolo - 8′50″
  - "Band & Dancers": dietro le quinte con i musicisti e i ballerini - 3′40″
  - "326 seconds (Avant le show)": i 326 ultimi secondi prima dell'inizio del concerto - 5′31″
  - "Vous…": omaggio agli uomini e alle donne che hanno lavorato per la tournée - 4′50″
  - "Made in Russia": ripetizioni e immagini dei concerti in Russia - 8′08″
- Multi-angles
  - "L'Amour Naissant" - 4′38″
  - "L'Âme-Stram-Gram" - 4′27″
  - "Rêver" - 4′20″
- Illustrations: sketch preparatori della scena e dei costumi

### Informazioni
- Créditi
  - Réalizzatore: François Hanss
  - Prodotto da: Stuffed Monkey
  - Distribuito da: Polydor
  - Foto: Claude Gassian
  - Design: Henry Neu / Com' N.B

## Music videos (2000)
- Réalizzatore: Laurent Boutonnat.
- Foprmati: VHS e DVD.

Il DVD contiene inoltre molti bonus supplementari ("les coulisses").
| Numero | Traccia                       | Album di origine | Anno | Durata  |
| ------ | ----------------------------- | ---------------- | ---- | ------- |
| 1      | Plus grandir                  | Cendres de lune  | 1985 | 7'32''  |
| 2      | Libertine                     | Cendres de lune  | 1986 | 10'53'' |
| 3      | Pourvu qu'elles soient douces | Ainsi soit je... | 1989 | 17'52'' |
| 4      | Tristana                      | Cendres de lune  | 1987 | 11'33'' |
| 5      | Sans contrefaçon              | Ainsi soit je... | 1987 | 8'43''  |
| 6      | Ainsi soit je…                | Ainsi soit je... | 1988 | 5'23''  |
| 7      | Sans logique                  | Ainsi soit je... | 1989 | 5'37''  |
| 8      | À quoi je sers…               |                  | 1989 | 4'58''  |
| 9      | Désenchantée                  | L'Autre...       | 1991 | 10'12'' |
| 10     | Regrets                       | L'Autre...       | 1991 | 6'17''  |
| 11     | Je t'aime mélancolie          | L'Autre...       | 1991 | 5'13''  |
| 12     | Beyond my control             | L'Autre...       | 1992 | 5'00''  |
| 13     | Maman a tort                  | Cendres de lune  | 1984 | 3'50''  |
| 14     | Allan (live)                  | Ainsi soit je... | 1990 | 5'42''  |
| 15     | Plus grandir (live)           | Cendres de lune  | 1990 | 4'50''  |

## Music videos III (2000)
- Realizzatori: vedi tabella.
- Formati: VHS. Contenuto incluso nel DVD Music vidéos II & III (2000).

| Numero | Traccia                                                          | Album di origine | Realizzatori     | Anno | Durata    |
| ------ | ---------------------------------------------------------------- | ---------------- | ---------------- | ---- | --------- |
| 1      | L'Âme-Stram-Gram                                                 | Innamoramento    | Ching Siu Tung   | 1999 | 7′50″     |
| 2      | Je te rends ton amour                                            | Innamoramento    | François Hanss   | 1999 | 5′08″     |
| 3      | Souviens-toi du jour                                             | Innamoramento    | Marcus Niespel   | 1999 | 5′07″     |
| 4      | Optimistique-moi                                                 | Innamoramento    | Michael Haussman | 2000 | 4′25″     |
| 5      | Innamoramento (live)                                             | Innamoramento    | François Hanss   | 2000 | 5′52″     |
| 6      | making of: "Les 5 jours de Pékin" Tournage clip L'Âme-Stram-Gram |                  | Francois Hanss   | 2000 | 18′19″    |
|        |                                                                  |                  |                  |      | 48 minuti |

- Crediti
  - Prodotto da: Stuffed Monkey
  - Editione: Requiem Publishing
  - Distributore: Polygram Video
  - Foto: Claude Gassian
  - Design: Henry Neu / Com' N.B

## Les mots (2001)
- DVD bonus dell'edizione longbox della compilation Les mots.
- Contiene:
  - Il videoclip realizzato Laurent Boutonnat

## Music videos II & III (2001)
- Réalizzatori: vedi tabella.
- Formati: DVD.

| Numero | Traccia                                          | Album di origine | Realizzatori                       | Anno | Durata |
| ------ | ------------------------------------------------ | ---------------- | ---------------------------------- | ---- | ------ |
| 1      | Que mon cœur lâche                               | Dance Remixes    | Luc Besson                         | 1992 | 6′44″  |
| 2      | XXL                                              | Anamorphosée     | Marcus Niespel                     | 1995 | 4′34″  |
| 3      | L'Instant X                                      | Anamorphosée     | Marcus Niespel                     | 1995 | 4′22″  |
| 4      | California                                       | Anamorphosée     | Abel Ferrara                       | 1996 | 5′18″  |
| 5      | Comme j'ai mal                                   | Anamorphosée     | Marcus Niespel                     | 1996 | 4′00″  |
| 6      | L'Âme-Stram-Gram                                 | Innamoramento    | Ching Siu Tung                     | 1999 | 7′50″  |
| 7      | Je te rends ton amour                            | Innamoramento    | François Hanss                     | 1999 | 5′08″  |
| 8      | Souviens-toi du jour                             | Innamoramento    | Marcus Niespel                     | 1999 | 5′07″  |
| 9      | Optimistique-moi                                 | Innamoramento    | Michael Haussman                   | 2000 | 4′25″  |
| 10     | Innamoramento (live)                             | Mylenium Tour    | François Hanss                     | 2000 | 5′52″  |
| 13     | Ainsi soit je… (live)                            | Live à Bercy     | Laurent Boutonnat e François Hanss | 1997 | 5′04″  |
| 14     | La Poupée qui fait non (live, duetto con Khaled) | Live à Bercy     | Laurent Boutonnat e François Hanss | 1997 | 4′30″  |
| 15     | Rêver (live)                                     | Live à Bercy     | Laurent Boutonnat e François Hanss | 1996 | 6′05″  |

Il DVD contiene inoltre molti bonus ("les coulisses", "multi-angles", "illustrations").

## Fuck Them All(2005)
- DVD bonus dell'edizione deluxe dell'album Avant que l'ombre.
- Contiene:
  - Il videoclip realizzato da Agustin Villaronga
  - Il making-of del clip realizzato da François Hanss

## Avant que l'ombre… à Bercy (live, 2006)
Formati: DVD e Blu-ray

### Il film
L'uscita del video musicale Avant que l'ombre... à Bercy fa seguito alla tournée Avant que l'ombre… À Bercy, registrato durante gli spettacoli al POPB di Parigi. Nello stesso tempo viene pubblicato il doppio CD live omonimo Avant que l'ombre... À Bercy
| Numero | Traccia                  | Album di origine   | Anno | Durata |
| ------ | ------------------------ | ------------------ | ---- | ------ |
| 1      | Introduction             |                    | 2006 | 7′32″  |
| 2      | Peut-être toi            | Avant que l'ombre… | 2005 | 3′22″  |
| 3      | XXL                      | Anamorphosée       | 1995 | 5′27″  |
| 4      | Dans les rues de Londres | Avant que l'ombre… | 2005 | 4′16″  |
| 5      | California               | Anamorphosée       | 1995 | 5′15″  |
| 6      | Porno Graphique          | Avant que l'ombre… | 2005 | 4′07″  |
| 7      | Sans contrefaçon         | Ainsi soit je…     | 1988 | 4′48″  |
| 8      | Q.I.                     | Avant que l'ombre… | 2005 | 6′50″  |
| 9      | C'est une belle journée  | Les Mots           | 2001 | 4′14″  |
| 10     | Ange, parle-moi…         | Avant que l'ombre… | 2005 | 4′32″  |
| 11     | Redonne-moi…             | Avant que l'ombre… | 2005 | 5′36″  |
| 12     | Rêver                    | Anamorphosée       | 1995 | 7′41″  |
| 13     | L'Autre…                 | L'Autre…           | 1991 | 7′25″  |
| 14     | Désenchantée             | L'Autre…           | 1991 | 9′08″  |
| 15     | Nobody knows             | Avant que l'ombre… | 2005 | 5′36″  |
| 16     | Je t'aime mélancolie     | L'Autre…           | 1991 | 4′47″  |
| 17     | L'Amour n'est rien…      | Avant que l'ombre… | 2005 | 4′59″  |
| 18     | Déshabillez-moi          | Ainsi soit je…     | 1988 | 3′54″  |
| 19     | Les Mots                 | Les Mots           | 2001 | 5′05″  |
| 20     | Fuck them all            | Avant que l'ombre… | 2005 | 8′18″  |
| 21     | Avant que l'ombre…       | Avant que l'ombre… | 2005 | 7′45″  |
| 22     | Générique de fin         |                    | 2006 | 3′56″  |

### I bonus
I bonus si trovano sul secondo DVD dell'edizione doppia e sull'edizione Blu-ray.
- "L'Ombre des autres": making of (34'35”)
- "Scene by scene views": entretiens (18'33”)
- "Works by Escalle": portrait (7'37”)
- "Haute Couture"
  - Entretien (7')
  - Clip (4')
- "Live Alternative"
  - Ange, parle-moi (6'15”)
  - Avant que l'ombre… (7'35”)
- Bonus nascosto: "La Cassar mobile"

### Informazioni
- Crediti
  - Realizzatore: François Hanss

## Music videos IV (2006)
- Réalizzatori: vedi tabella.
- Formati: DVD.
- Vendite: 60000 esemplari

| Numero | Traccia                    | Album di origine   | Realizzatori       | Anno |
| ------ | -------------------------- | ------------------ | ------------------ | ---- |
| 1      | Les mots (duetto con Seal) | Les mots           | Laurent Boutonnat  | 2001 |
| 2      | Pardonne moi               | Les mots           | Laurent Boutonnat  | 2001 |
| 3      | C'est une belle journée    | Les mots           | Benoît di Sabatino | 2001 |
| 4      | Fuck Them All              | Avant que l'ombre… | Agustin Villaronga | 2005 |
| 5      | Q.I                        | Avant que l'ombre… | Benoît Lestang     | 2005 |
| 6      | Redonne moi                | Avant que l'ombre… | François Hanss     | 2006 |
| 7      | L'amour n'est rien         | Avant que l'ombre… | Benoît di Sabatino | 2006 |
| 8      | Peut-être toi              | Avant que l'ombre… | Kusumi Naoko       | 2006 |

Il DVD contiene anche il making-of di Fuck Them All.

## Dégénération (2008)
- Realizzatore: Bruno Aveillan.
- Traccia video del CD digipack dell'album Point de suture.

## N°5 on Tour (live, 2009)
- Formati:
  - Doppio DVD e doppio Blu-ray usciti il 12 aprile 2010

### Il film
L'uscita del video musicale Stade de France fa seguito alla tournée En tournée (2009), registrato durante gli spettacoli allo Stade de France vicino a Parigi, quattro mesi dopo la pubblicazione del doppio CD live N°5 on Tour che fa parte della stessa torunée ma che è stato registrato durante gli spettacoli a Lione e Nantes.
| Numero | Traccia                                | Album di origine     | Durata |
| ------ | -------------------------------------- | -------------------- | ------ |
| 1      | D'entre les morts                      | -                    |        |
| 2      | Paradis inanimé                        | Point de suture      |        |
| 3      | L'Ame-Stram-Gram                       | Innamoramento        |        |
| 4      | Je m'ennuie                            | Point de suture      |        |
| 5      | Outro Haka                             | -                    |        |
| 6      | Appelle mon numéro                     | Point de suture      |        |
| 7      | XXL                                    | Anamorphosée         |        |
| 8      | California                             | Anamorphosée         |        |
| 9      | Pourvu qu'elles soient douces          | Ainsi soit-je        |        |
| 10     | Point de suture                        | Point de suture      |        |
| 11     | Nous souviendrons nous                 | L'autre…             |        |
| 12     | Rêver                                  | Anamorphosée         |        |
| 13     | Laisse le vent emporter tout           | Anamorphosée         |        |
| 14     | Ainsi soit je...                       | Ainsi soit-je        |        |
| 15     | Interlude "Avant que l'ombre..."       | -                    |        |
| 16     | Libertine                              | Cendres de lune      |        |
| 17     | Sans contrefaçon                       | Ainsi soit je        |        |
| 18     | L'instant X                            | Anamorphosée         |        |
| 19     | Fuck Them All                          | Avant que l'ombre... |        |
| 20     | Dégénération                           | Point de suture      |        |
| 21     | C'est dans l'air                       | Point de suture      |        |
| 22     | Désenchantée                           | L'autre...           |        |
| 23     | Instrumental "Si j'avais au moins...'' | Point de suture      |        |
|        |                                        |                      |        |

### I bonus
- Il disco 2 contiene:
  - "Ecorchée vive" - Creazione dei costumi. Intervista a Jean-Paul Gaultier, 11'20
  - "Body Art" - Preparazione fisica. Intervista con Hervé Lewis, 4'33
  - "Le rayon vert" - Creazione delle luci. Intervista con Dimitri Vassiliu, 10'13
  - "Derrière les fenêtres" - Creazione delle immagini di scena. Intervista con Alain Escalle, 14'18
  - "L`espirit du pas" - Coreofrafie e ballerini. Interviste con Christophe Danchaud e Nataly Aveillan, 24'10
  - "Ondes de choc" - Musica e suoni. Intervista con Yvan Cassar, Stéphane Plission, Jérôme Devoise e Karen Nimereala, 19'24
  - "Time laps" - I dietro le quinte dello Stade de France, 12'00

- Il disco 3 dell'edizione limitata contiene i passaggi video dei concerti in sala:
  - À quoi je sers
  - Je te rends ton amour
  - Si j'avais au moins (il brano finale della lista dei brani interpretati nei concerti in sala)

- Il disco 4 dell'edizione limitata è un CD, che contiene i passaggi video dei concerti allo stadio:
  - California 5'17
  - L'Instant X 4'54
  - Fuck them all 4'56

### Informazioni
- Crediti
  - Film di: François Hanss
  - Realizzazione del tournage: François Hanss
  - Prodotto da: Stuffed Monkey
  - Distribuito da: Polydor
  - Foto: Robin (fotografo) & Claude Gassian